# Bläse
Bläse är en by i Gotlands kommun i Gotlands län, belägen på nordvästra Gotland. I Bläse finns Bläse Kalkbruksmuseum.
Bläse utgör ett riksintresse för kulturmiljövården som omfattar kalkugnsruinerna med kalklador, kalkbrottet, hamnen med järnvägsanläggning, arbetarbostäder och disponentvillan. Dessutom ingår Bläse fiskeläge.

## Bildgalleri

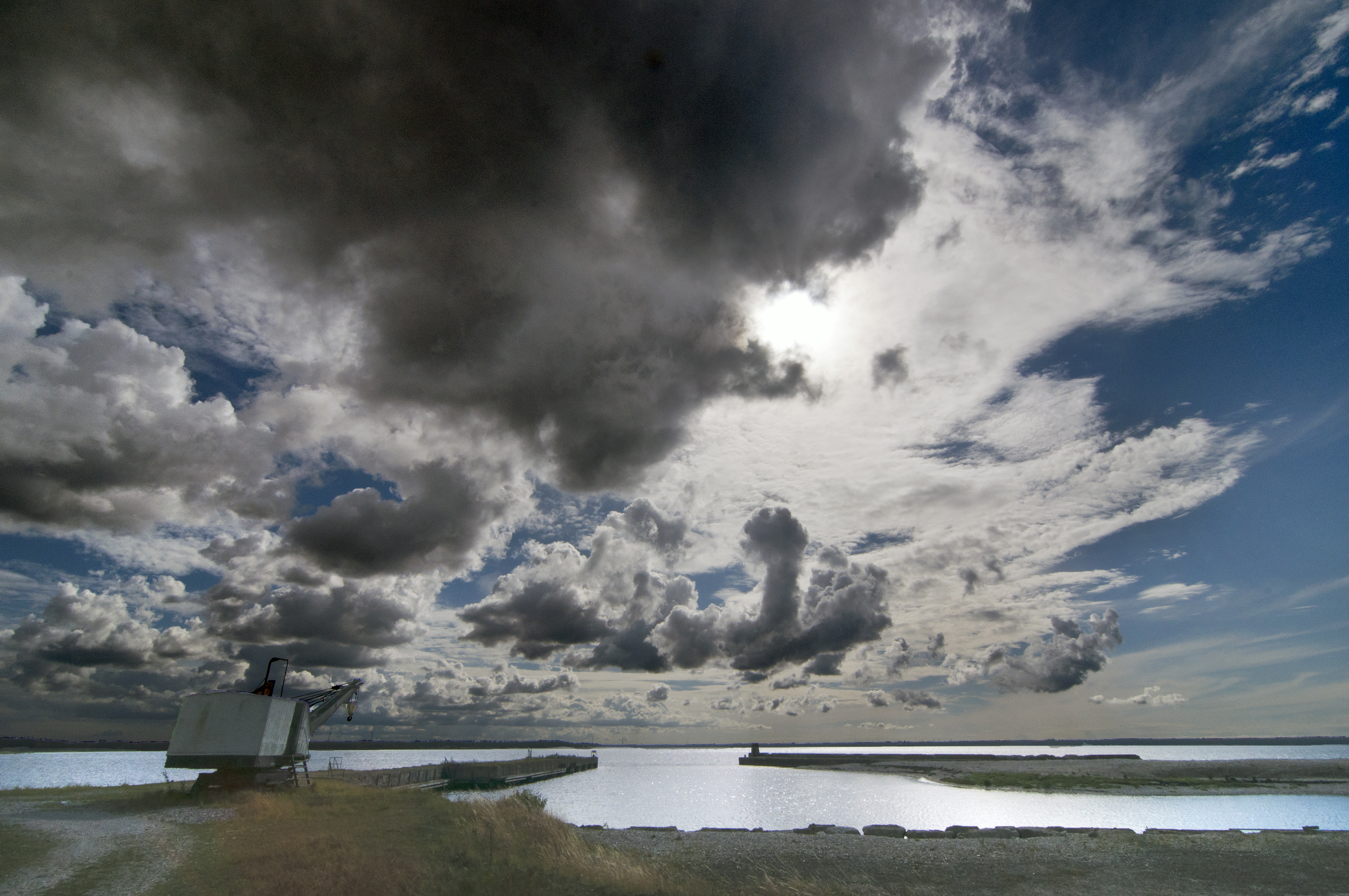
Bild från Bläse hamn
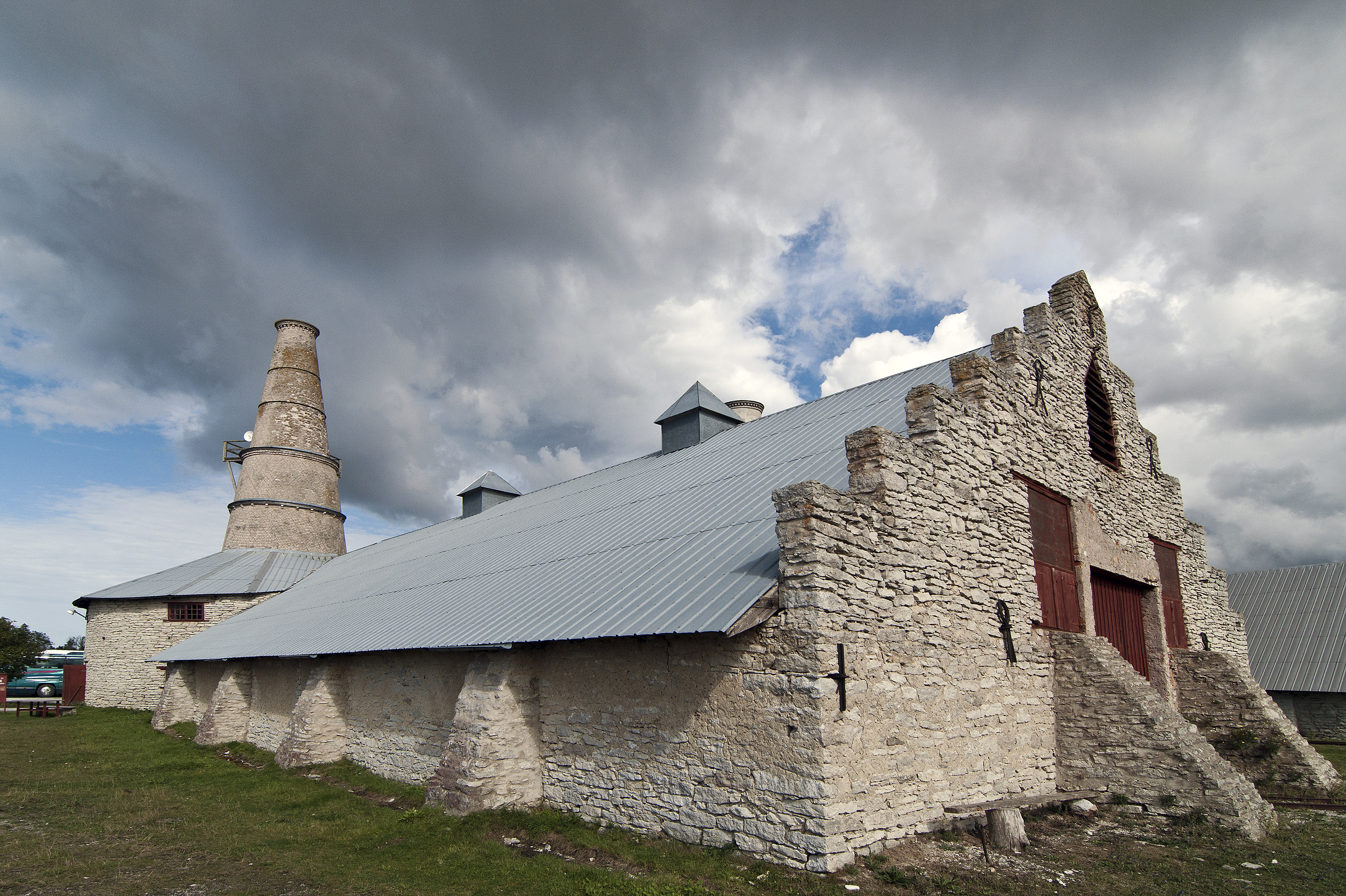
Kalkbruksmuseet vid Bläse
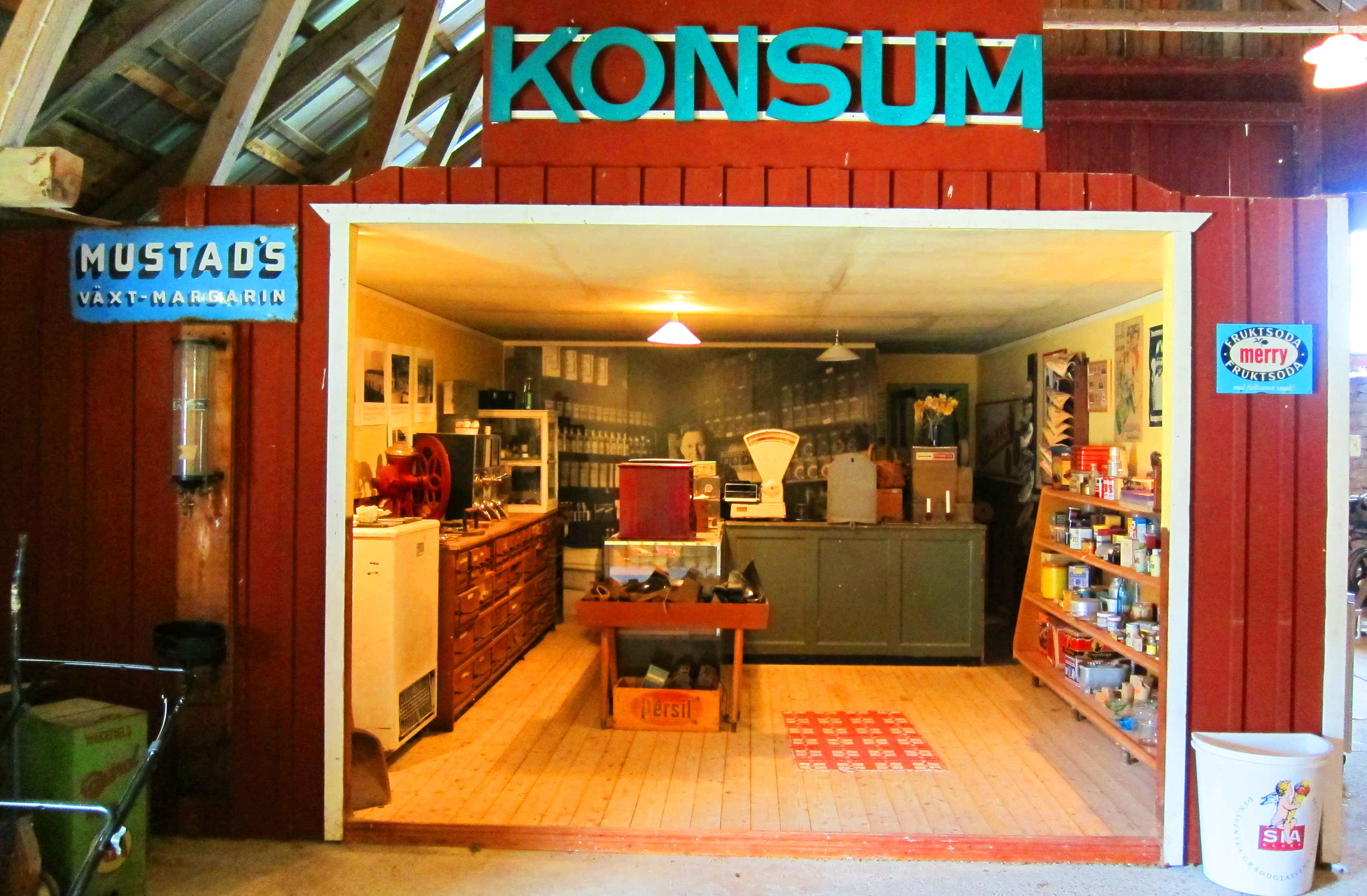
Kalkbruksmuseet
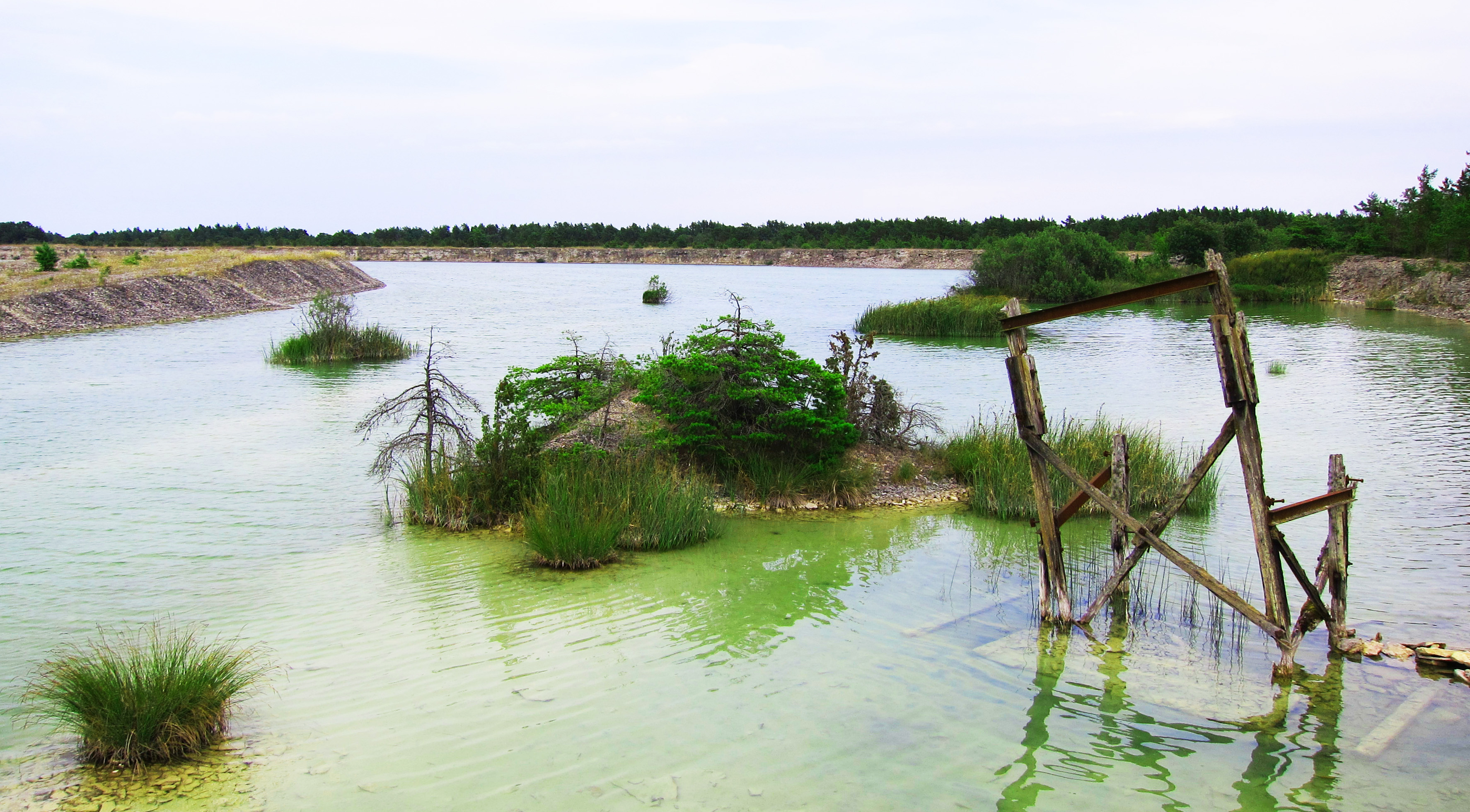
Kalkbrottet
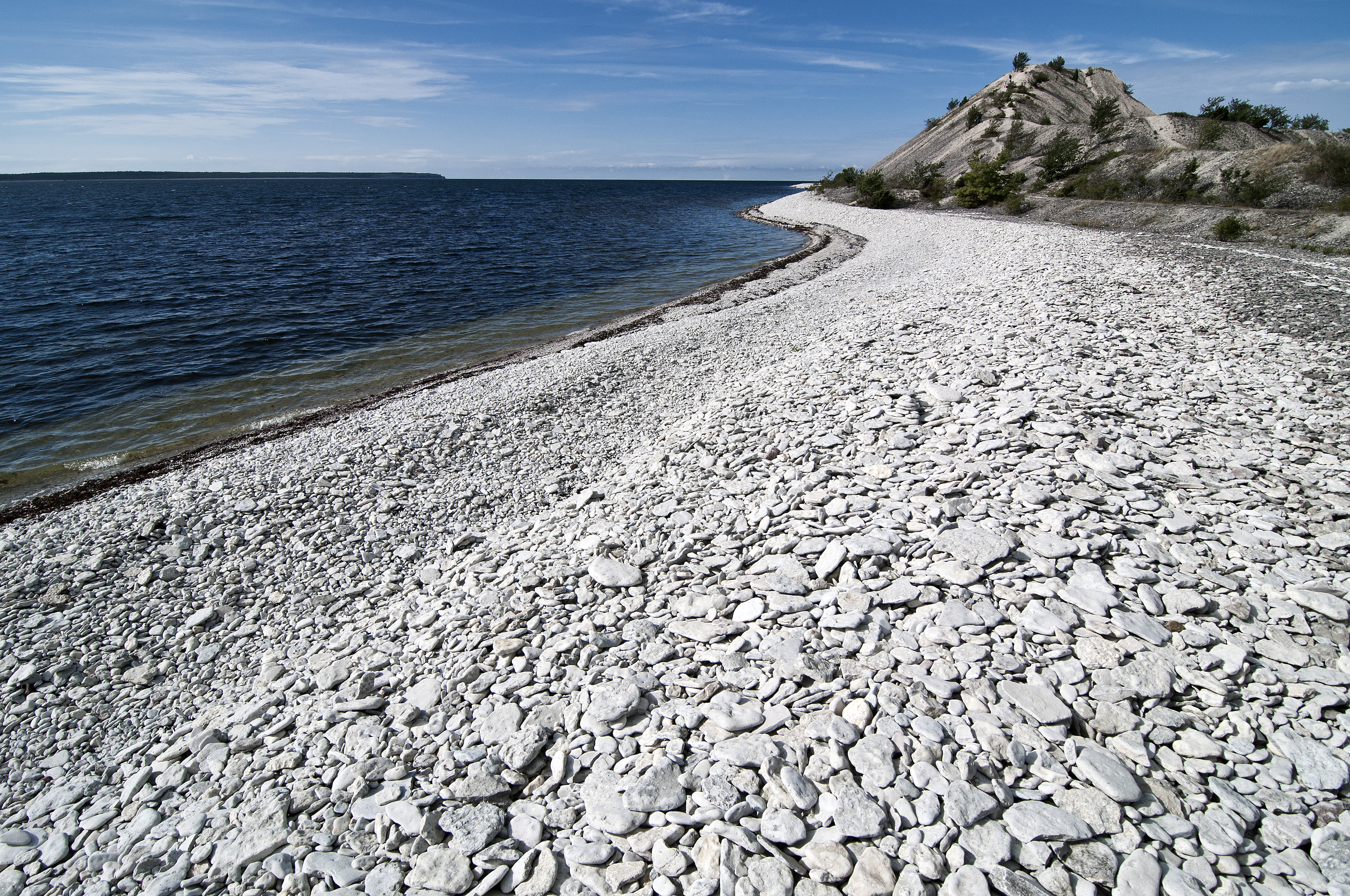
Strandvy vid Bläse kalkbruksmuseum